# Sidalcea multifida
Sidalcea multifida är en malvaväxtart som beskrevs av Edward Lee Greene. Sidalcea multifida ingår i släktet axmalvor, och familjen malvaväxter. Inga underarter finns listade i Catalogue of Life.